# Germarostes tubericauda
Germarostes tubericauda är en skalbaggsart som beskrevs av Bates 1891. Germarostes tubericauda ingår i släktet Germarostes och familjen Hybosoridae. Inga underarter finns listade i Catalogue of Life.